# Tamerlano il Grande
Tamerlano il Grande (Tamburlaine the Great) è una tragedia di Christopher Marlowe in due parti, scritta nel 1587 o 1588. Basata sulla vita di Tamerlano, l'opera ha segnato un punto di grande rilievo nella storia del teatro elisabettiano, in quanto sia la trama che la lingua sono più sviluppate che nelle opere teatrali dei drammaturghi Tudor precedenti. In particolare, l'uso articolato della lingua, la complessità intellettuale ed il ruolo chiave nell'utilizzo del pentametro giambico a teatro hanno reso la tragedia uno dei primi grandi risultati del teatro elisabettiano e, insieme alla Tragedia spagnola di Thomas Kyd, è stato uno dei primi grandi successi di pubblico del teatro inglese.

## Trama

### Tamerlano il Grande, parte prima
A Persepoli l'imperatore persiano Micete invia delle truppe per sopprimere la rivolta guidata da Tamerlano, un pastore scita e bandito nomade. Ma la rivolta non è l'unico rischio che Micete deve affrontare, dato che il fratello Cosroe sta tramando per ascendere al trono. Intanto in Scizia, Tamerlano corteggia e seduce Zenocrate, la figlia del re egizio. Quando le truppe persiane arrivano, Tamerlano convince prima i soldati e poi Cosroe a unirsi a lui contro Micete; promette al fratello del re il trono persiano, ma una volta ottenuta la vittoria a Persepoli tiene il regno tutto per sé e si autoproclama regnante.
Tamerlano rivolge il suo sguardo verso la Turchia, che conquista e di cui cattura l'imperatore, Bajazeth. Il sovrano e Zabina, la sua regina, vengono ridotti in schiavitù e l'ex-imperatore turco viene rinchiuso in una gabbia e costretti a nutrirsi con gli avanzi della tavola di Tamerlano; Bajazeth viene liberato dalla sua gabbia solo per fare da poggiapiedi per Tamerlano quando è assiso al trono. Quando scopre delle nuove vittorie di Tamerlano, Bajazeth si uccide rompendosi il cranio contro le sbarre della sua gabbia; quando Zabina scopre il cadavere del marito si suicida a sua volta, raggiungendolo nella morte. 
Dopo aver conquistato l'Africa ed essersi proclamato imperatore del continente, Tamerlano rivolge il suo sguardo a Damasco, anche se questo vuol dire scontrarsi con il sultano d'Egitto, il suo futuro suocero. Zenocrate supplica Tamerlano di risparmiare suo padre e l'imperatore glielo concede e rende il sultano un suo vassallo. Tamerlano e Zenocrate convolano a nozze e lei viene incoronata imperatrice di Persia.

### Tamerlano il Grande, parte seconda
Tamerlano istruisce i suoi figli su come regnare dopo la sua morte, anche se è ancora nel fiore degli anni e continua ad attaccare i regni confinanti per espandere il suo impero. Califa, il suo figlio maggiore, preferisce restare con la madre piuttosto che fronteggiare la morte, fatto che fa infuriare il padre. Callapine, il figlio di Bajazeth, fugge dalle prigioni imperiali e raduna un gruppo di fedeli per vendicare la morte del padre. Durante una campagna militare, Califa rimane nella tenda durante la battaglia e Tamerlano, rabbioso e umiliato, lo uccide. La tracotanza dell'imperatore non conosce confini, sicché arriva a ordinare ai re sconfitti di trainare il suo carro di battaglia, umiliandoli. 
Quando Babilonia resiste al suo assedio, Tamerlano si lascia andare a nuove barbarie. Quando il governatore della città promette di rendergli i tesori della città in cambio della salvezza della sua vita, l'imperatore lo fa impiccare dalle mura della città e ordina che tutti i suoi abitanti, donne, uomini e bambini, siano incatenati e gettati in un lago. Tamerlano brucia una copia del Corano e si dichiara più grande di Dio. Ma il suo delirio d'onnipotenza non può risparmiargli la vita: Tamerlano si ammala e, dopo aver ucciso un ultimo nemico, muore e ordina ai figli di conquistare il resto della Terra.

## Personaggi
In entrambe la parti:
- Tamerlano, inarrestabile conquistore che da pastore scita riesce a diventare imperatore di Persia.
- Techelles, seguace di Tamerlano, che lo rende re di Fez.
- Usumcasane, seguace di Tamerlano, che lo rende re del Marocco.
- Theridanes, aristocratico persiano che si unisce alla causa di Tamerlano, che lo rende re di Algeri.
- Zenocrate, figlia del sultano d'Egitto e moglie di Tamerlano.

Solo nella prima parte
- Micete, re di Persia.
- Cosroe, suo fratello.
- Ceneo, nobile persiano.
- Ortigio, nobile persiano.
- Meandro, nobile persiano.
- Menafone, nobile persiano.
- Bajazeth, imperatore turco.
- Zabina, sua moglie.
- Ebea, la sua cameriera.
- Re di Algeri
- Re di Fez
- Re del Marocco
- Alcidamo, re d'Arabia.
- Sultano d'Egitto, padre di Zenocrate.
- Governatore di Damasco
- Agida
- Magnete
- Capolia, un egiziano.
- Anippe
- Due vergini di Damasco

Solo nella seconda parte
- Califa, figlio di Tamerlano.
- Amyras, figlio di Tamerlano.
- Celebinus, figlio di Tamerlano.
- Orcanes, re di Natolia.
- Re di Gerusalemme
- Re di Soria
- Re di Trebisonda
- Gazellus, viceré di Byron.
- Uribassa
- Sigismund, re di Ungheria.
- Frederick, pari del regno di Ungheria.
- Baldwin, pari del regno di Ungheria.
- Callapine,figlio di Bjazeth.
- Alameda, carceriere di Callapine.
- Re di Amasia
- Governatore di Babilonia
- Capitano di Balsera
- Olimpia, sua moglie.
- Capitano
- Maximo
- Peridicas

## Origini

### Composizione e stampa
Entrambe le opere furono registrate allo Stationers' Register il 14 agosto 1590 e pubblicate insieme nello stesso anno in ottavo in scrittura gotica stampato da Richard Jones. Una seconda edizione fu stampata da Jones nel 1592 e una terza nel 1597, anche se il testo rimase invariato rispetto alla prima stampa. Il librario Edward White fu il primo a separare le due opere, pubblicando in quarto la prima parte nel 1605 e la seconda nel 1606; il testo era una ristampa dell'edizione del 1597.

### Il debutto sulle scene
Tamerlano il Grande, parte I è stato messo in scena per la prima volta alla fine del 1587 da The Admiral's Men, circa un anno dopo che Marlowe lasciò l'Università di Cambridge. Edward Alleyn interpretava il protagonista e la sua interpretazione fu così acclamata che l'attore continuò a ricoprirlo per molti anni a venire. Il successo dell'opera fu tale che Marlowe ne scrisse un seguito, Tamerlano il Grande, parte II, andata in scena presumibilmente l'anno dopo nel 1588.

## Commento
L'influenza della tragedia sul teatro elisabettiano è stata fondamentale, dato che Tamerlano il Grande ha reso paradigmatici e in alcuni casi crato alcuni degli elementi caratteristici del teatro Tudor: allegorie magniloquenti, espressioni iperboliche e personaggi consumati da passioni divoranti. Tuttavia, i primi commenti furono negativi e nel 1588 Robert Greene si lamentò dell'ateismo di Tamerlano in una lettera. Il pubblico e gli scrittori dell'epoca reagirono in modo più entusiastico, come si può dedurre dal gran numero di tirannici asiatici nel teatro degli anni 1590. Critici come Algernon Swinburne e Stephen Greenblatt hanno ribadito la grande influenza della tragedia nell'opera di Shakespeare; Greenblatt, in particolare, ha teorizzato che Tamerlano possa essere stata una delle prime opere che Shakespeare vide a teatro una volta arrivato a Londra. L'uso iperbolico della lingua passò di moda con l'avvento del diciassettesimo secolo e un atteggiamento più caustico nei confronti di Tamerlano possono essere visti delle opere di inizio secolo. In Enrico IV, parte 2 Shakespeare fa citare Marlowe a Pistola, un soldato molto appassionato di teatro, mentre Ben Jonson criticò lo stile di Marlowe come ampolloso e vuoto in Timber.
La tragedia è culturalmente insita nell'umanesimo rinascimentale, soprattutto nella sua idealizzazione dell'uomo e delle sue capacità. L'ambizione e la brama di potere di Tamerlano sollevano anche questioni religiose, soprattutto nel rogo del Carono da parte di Tamerlano ed il suo appropriarsi dell'epiteto di Attila "flagello di Dio". Marlowe era notoriamente ateo e i critici si sono divisi nelle interpretazioni della tragedia: alcuni sostengono che il tema di fondo sia un ateismo umanistico, altri affermano che ci siano nel testo tendenze anti-islamiche. Al di là di queste considerazioni, Jeff Dailey ha notato degli echi cristiani in Tamerlano il Grande, parte seconda e considera la tragedia come un erede naturale dei Morality plays medievali.

## Rappresentazioni e adattamenti

### Storia delle rappresentazioni
La stratificazione sociale del pubblico del teatro rinascimentale inglese permise all'opera di godere di grande successo sia tra i ceti più bassi che lo videro al Globe Theatre negli anni 1610 sia nei teatri privati al chiuso come il Blackfriars Theatre. Pur essendo plausibile che le tragedie fossero portate in scena in grossi teatri come il Red Bull Theatre, non ci sono documenti che attestino rappresentazioni dopo il 1595. Più di ogni altra opera di Marlowe, Tamerlano soffrì particolarmente del cambio dei gusti tra fine cinquecento ed inizio seicento: una prova della sua poca popolarità si può trovare nel fatto che Edward Phillips la attribuì erroneamente a Thomas Newton nel suo Theatrum Poetarum (1675). Dopo la Gloriosa Rivoluzione del 1688 divenne tradizione in Irlanda mettere in scena la tragedia a Dublino ogni anno per celebrare il compleanno di Guglielmo d'Orange, ma la tradizione fu soppressa dalla autorità nel 1713. 
Nel 1919 gli studenti dell'Università Yale riproposero la tragedia in una versione ridotta che univa le due parti in una. Le due parti furono presentate in modo distinti all'Old Vic di Londra nel settembre 1951 e poi ancora al festival shakespeariano di Stratford, in Canada, con William Shatner; la produzione, diretta da Tyrone Guthrie, andò in scena anche a Broadway con Anthony Quayle nel ruolo di Tamerlano, ma l'allestimento fu stroncato dalla critica. Sir Peter Hall diresse un revival londinese per il Royal National Theatre nel 1976 con Albert Finney nel ruolo di Tamerlano; la produzione fu un successo e viene considerata uno dei migliori allestimenti moderni della tragedia. La Royal Shakespeare Company ripropose Tamerlano nel 1993 con Antony Sher nel ruolo eponimo, una parte ricoperta da Avery Brooks nella seconda produzione della RSC nel 2008.
In Italia è stato portato in scena da Carmelo Bene alla Biennale di Venezia nel 1989. Bene aveva precedentementa interpretato Tamerlano in una versione radiofonica per la RAI nel 1975.

### Adattamenti
La BBC ha adattato le due tragedia in un'unica opera per la radio. La BBC Radio 3 ne mise in onda una prima versione il 26 settembre 1993, con Michael Pennington (Tamerlano), Samantha Bond (Zenocrate) e Clive Rowe (Theridamas). Il 16 settembre 2012 il medesimo canale radiofonico trasmise un nuovo allestimento, con Con O'Neill nel ruolo di Tamerlano, Oliver Ford Davies in quello di Micete e Kenneth Cranham nella parte di Cosroe.